# Ceretes
Ceretes is een geslacht van vlinders van de familie Castniidae, uit de onderfamilie Castniinae.

## Soorten
- C. marcelserres (Godart, 1824)
- C. thais (Drury, 1782)